# Seobinggo-dong
Seobinggo-dong (koreanska: 서빙고동) är en stadsdel i stadsdistriktet Yongsan-gu i Sydkoreas huvudstad Seoul.  